# Krombia
Krombia is een geslacht van vlinders van de familie van de grasmotten (Crambidae), uit de onderfamilie van de Glaphyriinae. De wetenschappelijke naam en de beschrijving van dit geslacht werden voor het eerst in 1911 gepubliceerd door Pierre Chrétien.

## Soorten
- Krombia djergiralis Chrétien, 1911
- Krombia harralis Chrétien, 1911
- Krombia khorgosalis Leraut, 2012
- Krombia minimella Amsel, 1961
- Krombia pulchella Amsel, 1949
- Krombia seghiralis (Chrétien, 1911)
- Krombia zarcinella (Lucas, 1909)